# 新アメリカ標準訳聖書
新アメリカ標準訳聖書（しんアメリカひょうじゅんやくせいしょ、英語：New American Standard Bible、略称NASB）は、正式には New American Standard Version （新アメリカ標準訳）といい、1963年に出版された。NASBテキストの最新版は2020年に出版された。著作権とNASBの商標はロックマン財団によって所有されている。
NASBは以下の段階を経て出版された。
- ヨハネの福音書（1960年）
- 福音書（1962年）
- 新約聖書（1963年）
- 詩篇（1968年）
- 完本、旧新約聖書（1971年）
- 改訂版（1972年、1973年、1975年、1977年、1995年）
- 最新版（2020年）

## 翻訳哲学
新アメリカ標準訳聖書は、20世紀の英語訳聖書の中でもっとも字義通りの翻訳と広く見なされている。NASBの前書きによると翻訳は4つの指針を持っている。
1. 原語のヘブル語、アラム語、ギリシア語に対して忠実である。
2. 文法的に正しい。
3. 理解しやすい。
4. 聖書が示す主イエス・キリストの適切な位置を示す。それゆえ、この翻訳作業は私有化されない。

## 翻訳者
- メリル・C・テニイ